# مكتب تصميم تجريبي

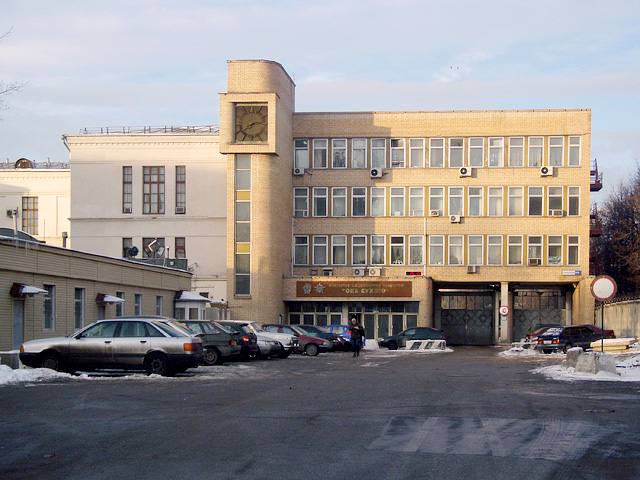
مبنى مكتب تصميم سوخوي

مكتب التصميم التجريبي (بالروسية: Опытное конструкторское бюро) هو تصنيف لمؤسسات في الاتحاد السوفيتي كانت تعمل على تصميم وإنتاج نماذج أولية لمنتجات عالية التقنية، يدخل معظمها في المجال العسكري.
عُرفت هذه المكاتب رسميًّا بأرقام، وبصفة شبه رسمية باسم المصمم الرئيسي في المكتب. مثلًا، كان المكتب ОКБ-51 يترأسه بافل سوخوي، الذي حمل المكتب اسمه حتى بعد وفاته وبعد تطور المكتب إلى شركة مستقلة في عهد روسيا الاتحادية، الجدير بالذكر أنها ضُمت لاحقًا في شركة الطائرات المتحدة. وكذلك اقترنت أسماء المصممين الأوائل بمكاتبهم حتى بعد وفاتهم.
هذه المكاتب لم تكن مسؤولة عن الإنتاج الكمي للطائرات والصواريخ والمعدات الأخرى التي تصممها، لكن توفرت لها المنشآت والموارد التي تمكنها من إنتاج نماذج أولية. وكانت الدولة توكل الإنتاج الكمي لمصانع بعد الموافقة على التصميمات.
بعد تفكك الاتحاد السوفيتي، تحول العديد من مكاتب التصميم التجريبي إلى منظمات إنتاج علمي Научно-производственное объединение، وكانت هناك بعض محاولات لدمج هذه المنظمات في عقد التسعينيات، وفي فترة 2001-2006 كانت هناك عمليات دمج واسعة النطاق مثلما حدث مع ألماز أنتي المسؤولة عن إنتاج نظم الدفاع الجوي.

## قائمة بمكاتب التصميم التجريبي السوفيتية في الصناعات الجوية
- بيريف: ОКБ-49
- سوخوي: ОКБ-51
- ياكوفليف: ОКБ-115
- أنتونوف: ОКБ-153
- توبوليف: ОКБ-156
- كاموف: ОКБ-300
- ميل: ОКБ-329

## استشهادات
1. ↑  "O.K.B." aviation.ru. مؤرشف من الأصل في 2005-02-21. اطلع عليه بتاريخ 2019-06-07.